# Schleich (Unternehmen)

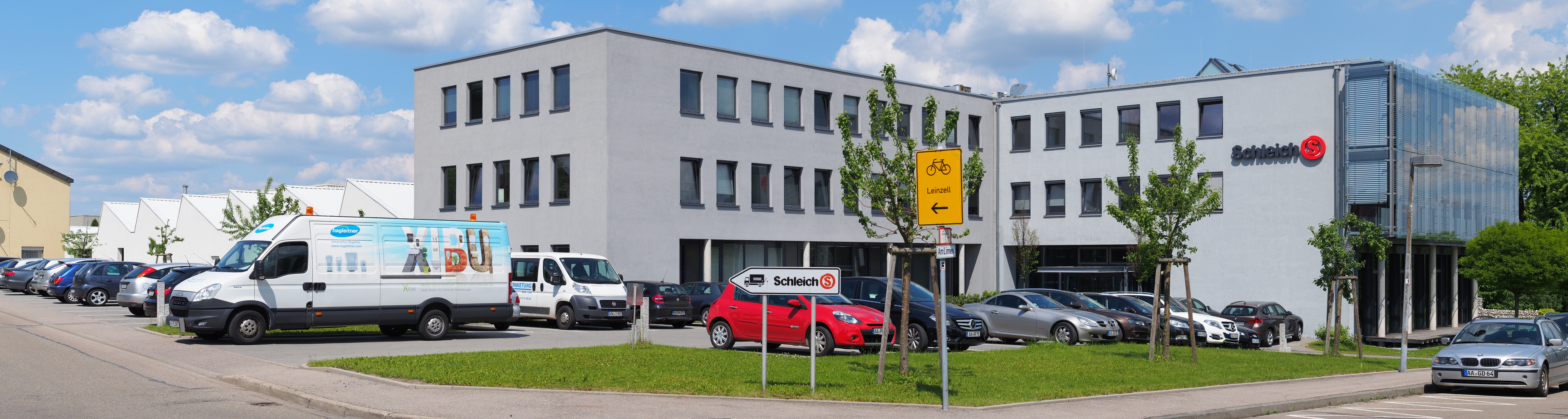
Hauptsitz des Unternehmens in Herlikofen, Schwäbisch Gmünd

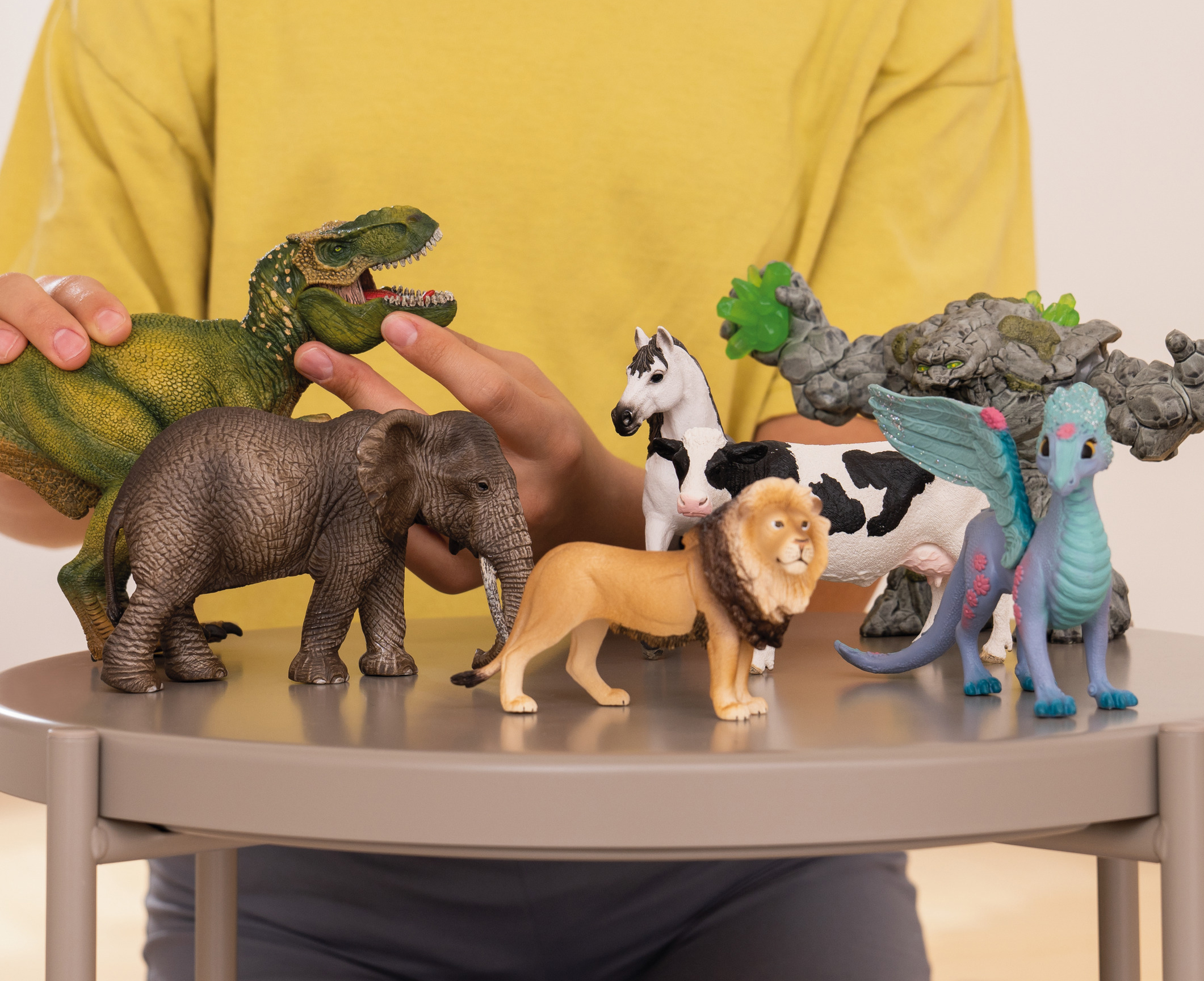
Figuren der Schleich GmbH (2022)

Die Schleich GmbH ist ein international tätiger, deutscher Spielwarenhersteller von realistischen Figuren und Spielsets mit Hauptsitz in Schwäbisch Gmünd.

## Geschichte
1935 gründete Friedrich Schleich (1900–1978) in Stuttgart die Schleich GmbH als Lieferantin für Kunststoffteile. In den 1950er Jahren wurde das Unternehmen unter dem Namen Schleich Figuren bekannt, in den 1960er Jahren konzentrierte es sich auf Lizenz-Spielzeugfiguren (Merchandising). Im Jahr 1977 verkaufte Friedrich Schleich das Unternehmen.
Damals stellte Schleich Comic-Figuren wie die Schlümpfe, Biene Maja, Figuren der Muppet Show oder Micky Maus her. 1950 produzierte das Unternehmen erstmals biegsame Kunststofffiguren. Ab den 1980er Jahren kamen selbstentwickelte Tierfiguren als Produkte hinzu, die seitdem möglichst naturgetreu abgebildet werden.
Im Jahr 2015 übernahm Dirk Engehausen die Geschäftsführung der Schleich GmbH, woraufhin sich von 2015 bis 2022 der Jahresumsatz des Unternehmens verdoppelte. Grund hierfür war unter anderem die Expansion ins Ausland. Bis 2015 wurden rund 80 % des Umsatzes in Deutschland erwirtschaftet, 2022 waren es nur noch knapp 50 %. Das Unternehmen wuchs vor allem in den USA, Frankreich und Großbritannien. Auch während der Covid-19-Pandemie konnte Schleich trotz Schwierigkeiten der weltweiten Lieferketten seinen Umsatz weiterhin steigern.
Ende Mai 2024 kündigte Schleich Pläne für eine größere Umstrukturierung an. Unter anderem soll der Standort Schwäbisch Gmünd mit 250 Mitarbeitern aufgegeben werden und der Firmensitz zum 1. Januar 2025 nach München verlegt werden. Personal, Kundenservice, Finanzen und Buchhaltung sollen nach Prag in Tschechien verlagert werden.

## Eigentümer
Von der Gründung 1935 bis zum Jahr 1977 befand sich das Unternehmen im Besitz des Gründers Friedrich Schleich. In diesem Jahr ging das Eigentum auf drei Familienstämme der Familie Schleich über. Geleitet wurde Schleich von zwei geschäftsführenden Gesellschaftern. Im Dezember 2006 wurde die britische Private-Equity-Gesellschaft HG Capital Mehrheitsgesellschafter der Schleich GmbH. Die restlichen Anteile blieben im Besitz der damaligen Geschäftsführer. Im Jahr 2013 wurde versucht, das Unternehmen zu verkaufen. Dieser Versuch war nicht erfolgreich, weil kein Investor den geforderten Kaufpreis bezahlen wollte. Als Grund wurde die Umsatzentwicklung und die damit einhergehende Entwicklungsphantasie genannt. Der Geschäftsführer Paul Kraut verließ das Unternehmen. Sein Nachfolger wurde Thomas van Kaldenkerken, der auch die 10-prozentige Beteiligung am Unternehmen übernahm. Ein Jahr später übernahm die französische Private-Equity-Gesellschaft Ardian für 220 Mio. Euro rund 80 % der Anteile an Schleich. Nach Umstrukturierungen und dem Beginn der Internationalisierung übergab Thomas van Kaldenkerken die Geschäftsführung 2015 an Dirk Engehausen, einem früheren Lego-Manager. Im Jahr 2019 kaufte die Schweizer Private-Equity-Gesellschaft Partners Group nach einem Bietverfahren die Anteile der Ardian und hält seither eine Mehrheitsbeteiligung von ca. 87 % an Schleich.

## Unternehmensstruktur
Im Jahr 2022 beschäftigte das Unternehmen über 450 Mitarbeiter. Die Hälfte des Umsatzes wird dabei außerhalb des deutschen Heimatmarktes erzielt, die Spielfiguren und Spielsets der Marke Schleich werden in über 60 Ländern vertrieben. Im Jahr 2022 verkaufte das Unternehmen rund 40 Millionen Figuren. Die Schleich GmbH ist der siebtgrößte Spielzeuganbieter in Deutschland, hinter Lego, Playmobil, Hasbro, Mattel, Simba-Dickie und Ravensburger.
Schleich lässt seine Figuren und Spielsets in Deutschland, Portugal, Rumänien, Bosnien, Vietnam, Tunesien und in China produzieren. Neben der Zentrale in Schwäbisch Gmünd besitzt Schleich Standorte in München, Amsterdam, Lyon, Mailand, London, Prag, Charlotte und Tokio.

## Produkte
Schleich lässt Figuren, die naturgetreu und authentisch sein sollen, aus verschiedenen Kunststoffarten im Spritzgussverfahren produzieren. Ab 2003 erweiterte Schleich seine Produkte mit Spielsets und anderem Zubehör, wie Fantasy-Figuren. Die Spielzeuge und Spielsets werden mithilfe von Spielszenarien vermarktet. Neben den 2023 eingeführten Spielfiguren zur Buch- und Filmreihe Harry Potter vertreibt Schleich auch Sets zu den Themenwelten Farm World, Wild Life, Horse Club, Dinosaurs, Eldrador Creatures und Bayala.

### Produktion
Zur Herstellung einer Figur wird zunächst ein digitales Modell angefertigt. Danach wird ein Prototyp aus Kunstharz hergestellt. Daraus wird eine Spritzgussform gefertigt. Die Figuren werden anschließend an verschiedenen Standorten gegossen und bemalt.

## Mitgliedschaften
Schleich ist Mitglied des ICTI Ethical Toy Program (IETP).